# St. Nikolaus (Diksmuide)

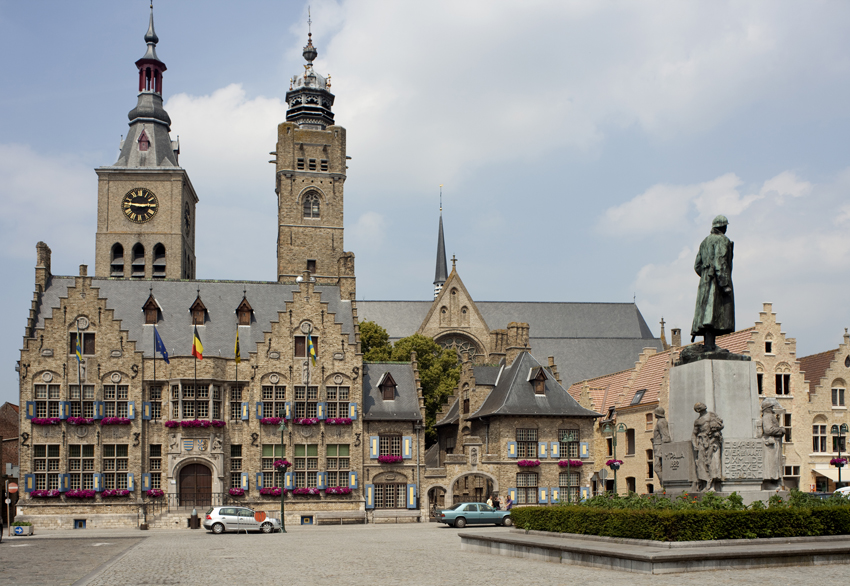
Ansicht vom Marktplatz, im Hintergrund die Kirche St. Nikolaus

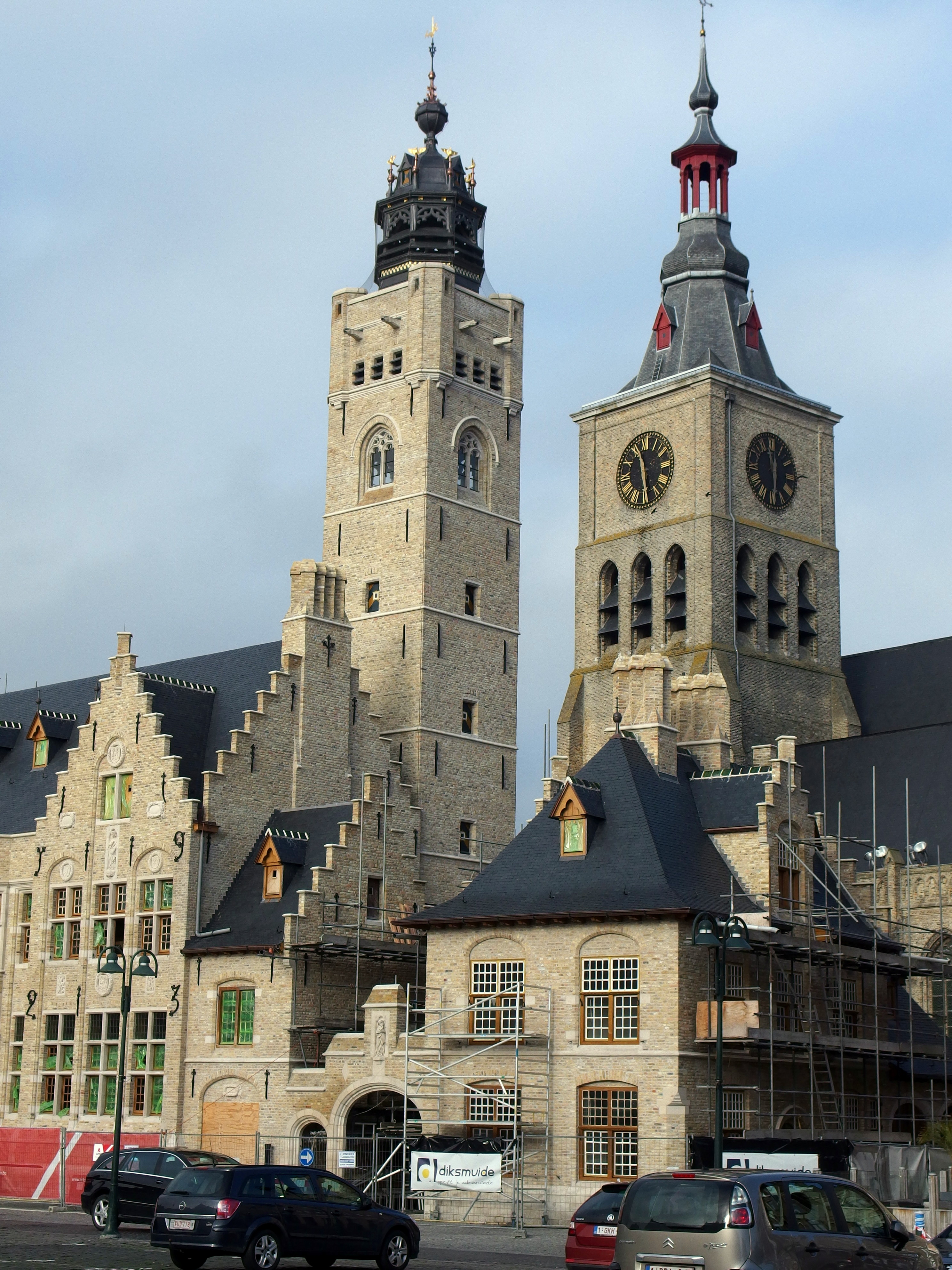
Belfried (links) und Turm von St. Nikolaus (rechts)

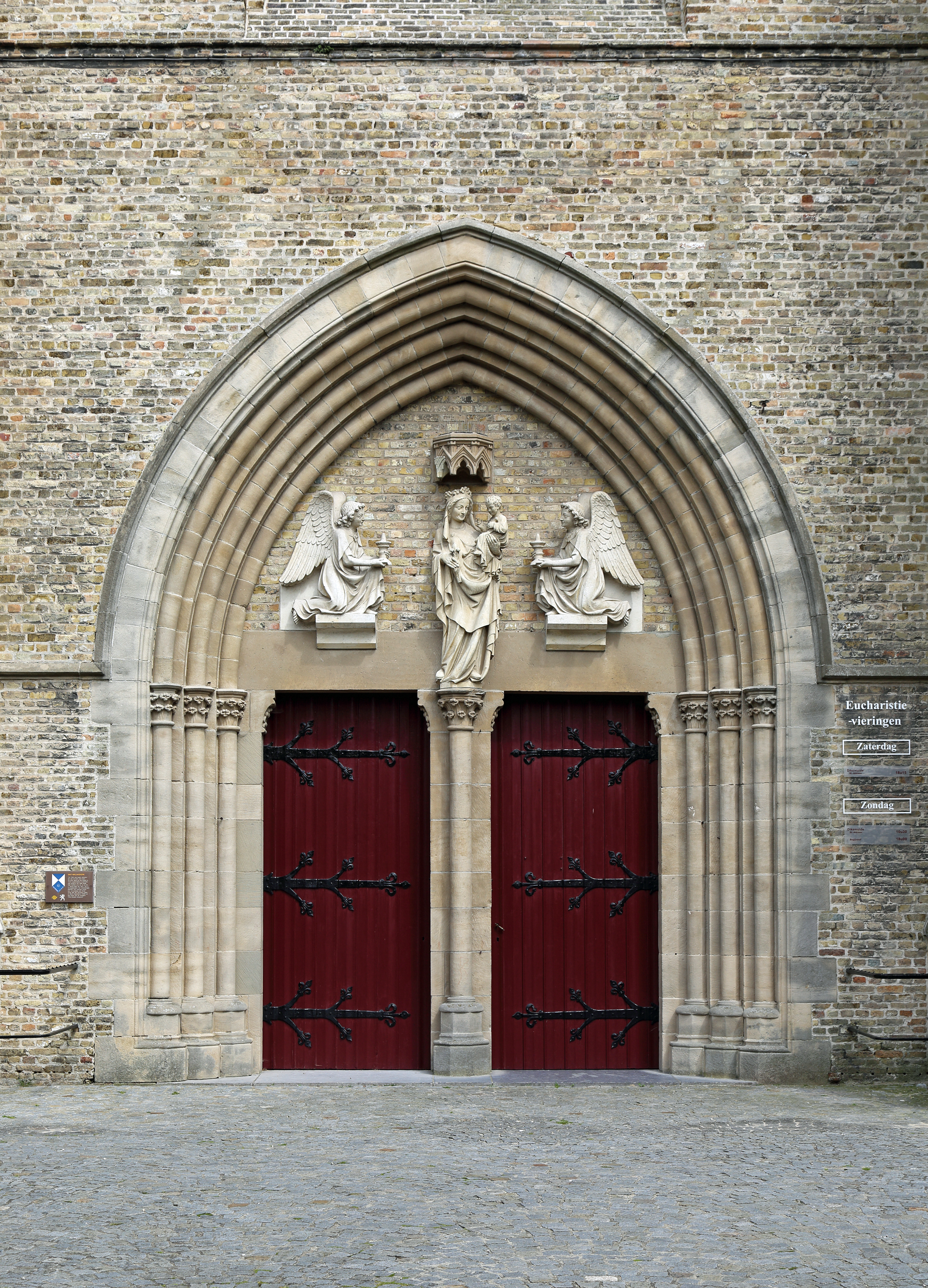
Portal

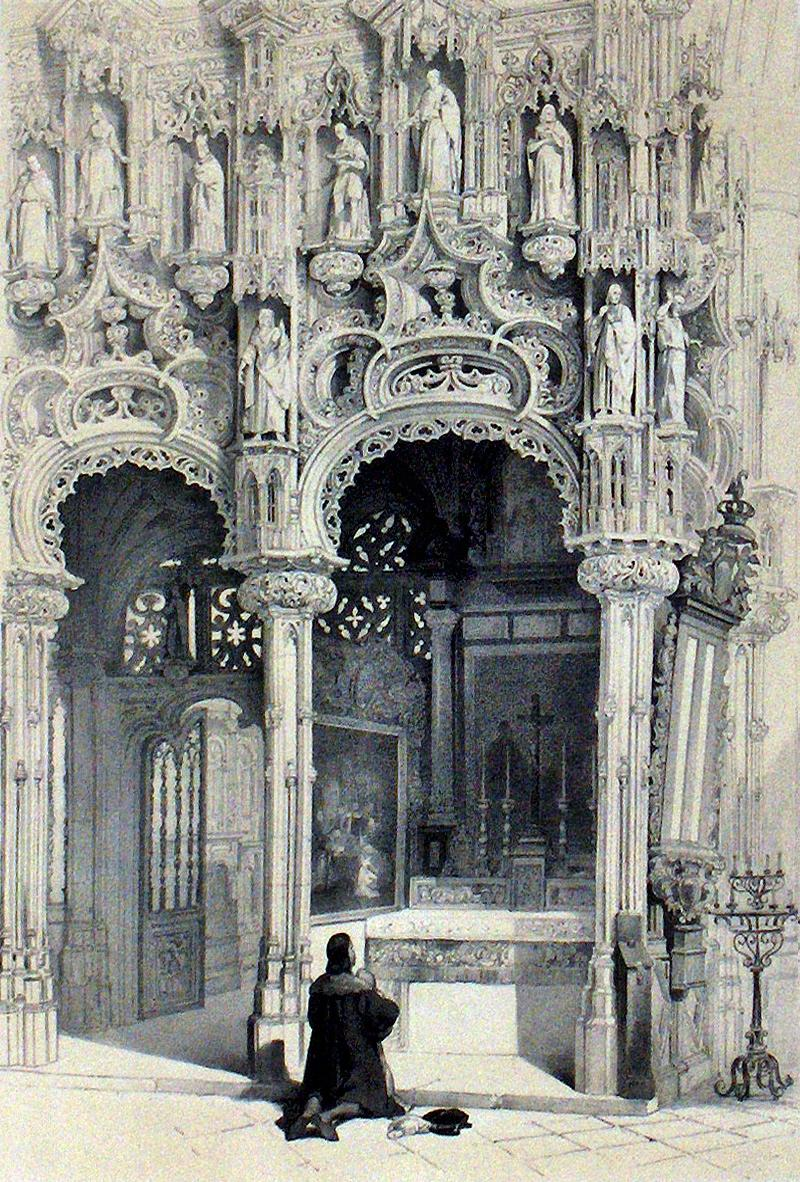
Historische Ansicht des Lettners

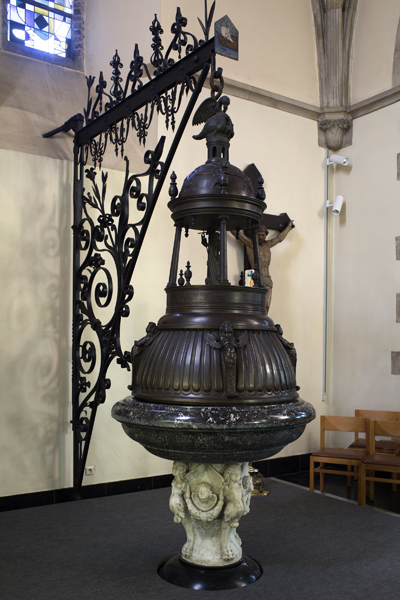
Rekonstruiertes Taufbecken

Die römisch-katholische Kirche St. Nikolaus (niederländisch Sint-Niklaaskerk) in Diksmuide (Provinz Westflandern) ist ein geostetes Kirchengebäude, das nach Zerstörung im Ersten Weltkrieg wiederaufgebaut und nach dem durch die Bombardierung von 1940 verursachten Brand bis Anfang der 1950er Jahre restauriert wurde. Das Bauwerk steht unter Denkmalschutz.
Zur Kirche gehört ein ehemaliger Friedhof, der 1784 aufgehoben wurde und heute in das Stadtgefüge integriert ist. Im Westen befindet sich ein kleiner Platz an der Kiekenstraat mit zwei Kragsteinen der Vorkriegskirche aus dem 14. Jahrhundert. Östlich der Kirche mündet der Vrijheidsplein in die De Breyne Peelaertstraat.

## Geschichte
- 1144: Die Kirche wird von Bischof Milo von Terwaan als unabhängige Pfarrkirche geweiht und unter den Schutz des Heiligen Nikolaus gestellt.
- 13. Jahrhundert: Das ursprüngliche Bauwerk wird allmählich erweitert.
- 1333: Die Sankt-Nikolaus-Kirche wird nach dem verheerenden Brand von 1333 wiederaufgebaut. Reste des ursprünglichen Baus und ein Anbau aus dem 13. Jahrhundert sind teilweise in das neue Gebäude einbezogen.
- 1535–1542: Der Steinmetz J. Bertet (Diksmuide) fertigt einen Lettner in spätgotischem Stil. Dieses Meisterwerk wurde jedoch während des Ersten Weltkriegs zerstört. Fragmente dieses Lettners befinden sich noch in den Depots des Stadtmuseums. Im Jahr 1542 wurde die Kniebank in der St.-Nikolaus-Kirche fertiggestellt. Diese Bank wurde während des Ersten Weltkriegs zerstört; die Rekonstruktion ist als maßstabsgetreues Modell im Stedelijk Museum zu sehen. Im 16. und 17. Jahrhundert wurde die Kirche mehrmals von Bränden heimgesucht, so etwa 1513 und 1672, woraufhin die notwendigen Reparaturarbeiten durchgeführt wurden; darunter der Bau eines neuen Glockenturms Ende des 17. und Anfang des 18. Jahrhunderts nach dem Brand von 1672.
- Um 1865–1872 erfolgten umfangreiche Restaurierungsarbeiten am nördlichen Querschiff, den Spitzbogenfenstern, der Westfassade und dem Vierungsturm nach dem Entwurf des Architekten P. Croquison (Kortijk). In den Jahren 1888–1906 wurden verschiedene Restaurierungsarbeiten im Inneren unter der Leitung des Architekten H. Geirnaert (Gent) ausgeführt.
- 1914–1918: Ende Oktober 1914 wird Diksmuide von Klerken (Houthulst) aus durch deutsche Truppen mit der St.-Nikolaus-Kirche als Orientierungspunkt beschossen. Die Kirche und ihre Kulturgüter wurden durch die anhaltenden Auswirkungen des Krieges völlig zerstört.
- 1923–1925: Die Kirche wird nach dem Vorkriegszustand unter der Leitung des Architekten Jozef Viérin (Brügge) wiederaufgebaut. Eine Reihe von Eingriffen aus der Restaurierung von 1865–1872, die von Anfang an kritisiert worden waren, werden jedoch ausgelassen. Einen Tag vor der Kapitulation, am 27. Mai 1940, bombardieren die deutschen Truppen Diksmuide mit Brandbomben, wobei die Kirche St. Nikolaus fast vollständig abbrennt. Die anschließenden Restaurierungsarbeiten unter der Leitung der Architekten Jozef und Luc Viérin (Brügge) zogen sich bis in die frühen 1950er Jahre hin. Seit 1993 erfolgen Konservierungs- und Restaurierungsarbeiten unter der Leitung der Architekten D. und P. Seys (Diksmuide).

## Architektur
Der Grundriss zeigt eine dreischiffige, siebenjochige Basilika, ein Pseudoquerhaus sowie Haupt- und Seitenchor mit polygonalem bzw. geradem Chor. Das südliche Seitenschiff ist mit dem massiven eingebauten Westturm verbunden und im Erdgeschoss als Taufkapelle eingerichtet; südwestlich ist ein Treppenturm mit gemauerter Turmspitze angebaut. Südöstlich des polygonalen Altarraums befindet sich eine L-förmige Sakristei. Das Bauwerk ist ein gelber Backsteinbau auf Natursteinsockel und Schiefergiebeldach. Der vierstöckige Westturm wird von einer durchbrochenen schiefergedeckten Laterne bekrönt. Abgestufte Strebepfeiler sind an den Ecken angebracht. Das dritte Stockwerk mit ist drei spitzbogigen Schallöffnungen versehen, das vierte Stockwerk wird an den Ecken von flachen Pilastern flankiert.
Das Bauwerk entspricht dem regionalen Stil der Backsteingotik. West- und Chorgiebel sind mit Natursteinabschlüssen und abgestuften Strebepfeilern gestaltet, die in Erkertürmchen enden. Das Portal mit Spitzbogen ist durch einen zentralen Pfeiler und eine Dreiviertelsäule mit Knospengiebeln in zwei rechteckige Eingänge unterteilt; drei gekoppelte Dreiviertelsäulen mit Kapitellen und einer Statue der Muttergottes mit Kind unter einem Baldachin sind flankiert auf beiden Seiten von einem knienden Engel im Tympanon. Außerdem gibt es große, profilierte Spitzbogenfenster mit gemauertem Maß- und Stabwerk aus Naturstein. Die Seitenwände sind gerahmt von profilierten Spitzbogenfenstern (Dreiteilige Fenster) und abgestuften Strebepfeilern, die in gemauerten Scheiteln mit blindem Dreipass enden; eine fluchtende geschlossene Brüstung aus blinden Spitzbögen mit Dreiblattmotiv über plastischem Natursteinfries mit Eichenblattmotiv schließt die Fassade ab.
Der südliche Querhausarm wird von einem Giebel bekrönt und von abgestuften Strebepfeilern und einem Korbbogenportal mit profiliertem Ziegelrahmen gegliedert. Oberhalb des Korbbogenportals gliedern profilierte Spitzbogenarkaden mit blinden Spitzbogennischen und Oculi die Fassade. Im Giebel ist eine große Fensterrose mit Natursteinmaßwerk und drei gekoppelten Spitzbogennischen angeordnet. Der nördliche Querhausarm ist wie der eben beschriebene Giebel gestaltet, jedoch mit einem großen, profilierten, spitzbogigen Sechspassfenster auf einer Fase und aufsteigenden spitzbogigen Nischen im oberen Giebel ausgebildet. Der fünfeckige Chorschluss mit zwei Reihen spitzer Zwillingslaternen auf Vorsprüngen und gestuften Strebepfeilern ist mit ebenfalls gemauerten Scheiteln ausgeführt. Eine bündige Ziegelbrüstung mit Spitzbogenblenden über einem skulpturalen Natursteinfries bildet den Abschluss. Die Sakristei ist mit Giebeln und vergitterten Kreuzfenstern aus Naturstein gestaltet, die in rechteckige Nischen eingelassen sind.
Innen ist das Bauwerk eine verputzte und weiß gestrichene Basilika. Schiff und Chor sind mit zweiteiligem Aufriss gestaltet, der durch Spitzbogen auf Natursteinsäulen mit Knospenkapitellen und zweiteiligen Spitzbogenarkaden rhythmisiert wird. Ein hölzernes Spitzbogengewölbe mit polychromen Rippen und Eichen-Spannbalken und -konsolen bildet den Abschluss. Profilierte Vierungspfeiler, die in Formen und figurativen Konsolen enden, gliedern den Raum. Unter dem Westturm befindet sich die Taufkapelle mit Kreuzrippengewölbe.

## Ausstattung
Während des Ersten Weltkriegs wurde eine große Anzahl wertvoller Kunstwerke zerstört, darunter das Gemälde Anbetung der Könige von 1644 von Jacob Jordaens, der berühmte Lettner aus Naturstein von 1536–1542 von J. Bertet (Diksmuide), ein Chorgestühl aus Eichenholz von etwa 1600, geschnitzt von U. Taillebert (Ypern), ein Tabernakel aus Marmor von 1611–1613 nach einem Entwurf von H. Stalpaert (Brügge), eine Kirchenbank aus Eiche von 1542, ein Taufbecken aus Kupfer und Marmor von 1626. Neue Ausstattungsstücke sind die Rekonstruktion des Taufbeckens aus dem 17. Jahrhundert (1925) von Oscar Sinia (Gent), ein bronzener Kreuzweg mit 14 Stationen (ca. 1931–1933) und eine bronzene Pieta Not Gottes (1932) nach einem Entwurf von Oscar Sinia (Gent) und gegossen von den Gebrüdern Minne (Gent). Weitere Ausstattungsstücke stammen hauptsächlich aus der Zeit nach dem Zweiten Weltkrieg, darunter im Chor, in den Seitenchören und in der Taufkapelle Glasmalereien von 1963 mit geometrisch-abstrakter Komposition nach einem Entwurf von M. Martens (Brügge). Die Orgel ist ein Werk von Joseph Loncke & zonen aus dem Jahr 1966 mit 54 Registern auf drei Manualen und Pedal.